# Громова, Мария Игоревна
Мари́я И́горевна Гро́мова (род. 20 июля 1984, Москва, СССР) — российская синхронистка. Трёхкратная олимпийская чемпионка (2004, 2008, 2012), обладательница Кубка Европы, многократная чемпионка мира и Европы. Заслуженный мастер спорта России.

## Биография
В детстве Мария Громова занималась художественной гимнастикой и фигурным катанием, а в 6 лет перешла в синхронное плавание. В 2001 году она впервые вошла в состав сборной России. Девушка решила сделать перерыв в спортивной карьере в 2008 году, чтобы окончить Московский институт экономики, менеджмента и права (позднее Московский университет имени С. Ю. Витте). Через 2 года она вернулась в сборную и начала подготовку к очередной Олимпиаде. За время своей активности Громова тренировалась под руководством Е. В. Пискарёвой и Т. Н. Покровской, выступала за команду «Юность Москвы», спортивное общество «Динамо» (Москва) и физкультурно-спортивное общество профсоюзов «Россия».
По словам девушки, она почувствовала общественное признание после Олимпийских игр 2012 в Лондоне. Незадолго до соревнований на шоу «Вечерний Ургант» пригласили сборную России по синхронному плаванию. После победы на Олимпиаде агентство «Р-Спорт» опубликовало статью, в которой Громова поделилась своими впечатлениями. В частности, она рассказала, что спортсменки ожидали «какого-то подвоха», потому что столкнулись с техническими, организационными и другими проблемами на предыдущих соревнованиях. Кроме того, девушка дала интервью в эфире радио и телеканала «Комсомольская правда», где сообщила, что планирует создать семью и начать работать менеджером или тренером. В 2012 году она завершила карьеру синхронистки.
В 2016 году Громова вошла в состав президиума Федерации синхронного плавания России.

## Награды
- Орден «За заслуги перед Отечеством» IV степени (13 августа 2012 года) — за большой вклад в развитие физической культуры и спорта, высокие спортивные достижения на Играх XXX Олимпиады 2012 года в городе Лондоне (Великобритания)[8]
- Орден Почёта (2 августа 2009 года) — за большой вклад в развитие физической культуры и спорта, высокие спортивные достижения на Играх XXIX Олимпиады 2008 года в Пекине[9]
- Орден Дружбы (4 ноября 2005 года) — за большой вклад в развитие физической культуры и спорта, высокие спортивные достижения на Играх XXVIII Олимпиады 2004 года в Афинах[10]